# Ензоръяха
Ензоръяха (устар. Ензор-яха) — река в Ямало-Ненецком автономном округе.

## Описание
Длина реки 135 км. Площадь водосбора 1660 км². В верховьях течёт в юго-восточном направлении через несколько небольших озёр, огибает сопку Ензорседа с юга. Затем направление течения меняется сначала на северо-восточное, затем на северное. Впадает в Байдарацкую губу на юге. В долине реки была обнаружена горная порода вулканического происхождения «ензорит».

## Притоки
Расположены от устья к истоку:
- 1 км: Сябуяха (лв)[7][5];
- 15 км: река Мюмдехавыяха (пр)[8][5];
- 16 км: Толянгъяха (пр)[9][5];
- 30 км: Марэйтаяха (Паюта) (пр)[10][5];
- 62,2 км: река Хальмерпаёта (пр)[11][4];
- 62,9 км: Еряяха (лв)[12][4];
- 67 км: река без названия[4];
- 79 км: река без названия[4];
- 82 км: река Яраяха (пр)[13][4];
- 95 км: Янгорэйтарка (пр)[14][4].